# 清見台 (木更津市)
清見台（きよみだい）は、千葉県木更津市の木更津地区にある町丁。現行行政地名は清見台一丁目から清見台三丁目。郵便番号は292-0045

## 概要
木更津市中央部の木更津地区に位置する。
組合施行の土地区画整理事業によって形成されたニュータウンであり、木更津市のニュータウンの中では最も古くから開発されているものである。また、清見台一丁目から清見台三丁目の全域に住居表示が施行されている。

## 地理

### 清見台団地
清見台団地は、清見台・清見台第二・清見台第三・清見台第四・清見台第五・相里の各土地区画整理事業で整備された団地を指す。清見台一丁目から清見台三丁目における事業は以下の通りである。
| 町丁         | 事業                           |
| ------------ | ------------------------------ |
| 清見台一丁目 | 清見台、清見台第二、清見台第五 |
| 清見台二丁目 | 清見台、清見台第三、相里       |
| 清見台三丁目 | 清見台、清見台第二、清見台第三 |

### 隣接町丁字
北は永井作、東は祇園・清見台東・清見台南、南は太田、西は太田・長須賀・永井作と接する。

## 歴史

### 地名の由来
- 瑞祥地名[5]
- もとは長須賀・永井作・相里・祇園の各一部であった[5]。
- 相里は合併により地名が消失している[4]。
  - 元々は村の位置が太田と永井作の間に在ったことから間里（あいさと）としていたが、相里と改め、後に「そうり」に転じたとされている。

### 沿革
- 1963年（昭和38年）
  - 4月5日 - 清見台土地区画整理事業開始[6]。
  - 11月1日 - 清見台土地区画整理事業仮換地指定[6]。
- 1968年（昭和43年）
  - 4月8日 - 清見台第二土地区画整理事業開始[6]。
- 1969年（昭和44年）9月2日 - 清見台第二土地区画整理事業仮換地指定[6]。
- 1970年（昭和45年）
  - 6月26日 - 清見台土地区画整理事業換地処分実施。新町丁が設置（清見台一丁目〜清見台三丁目）[6]。
  - 12月18日 - 清見台第三土地区画整理事業開始[6]。
- 1971年（昭和46年）11月1日 - 清見台第三土地区画整理事業仮換地指定[6]。
- 1973年（昭和48年）11月2日 - 清見台第五土地区画整理事業開始[6]。
- 1974年（昭和49年）5月18日 - 清見台第五土地区画整理事業仮換地指定[6]。
- 1978年（昭和53年）3月31日 - 清見台第五土地区画整理事業換地処分実施[6]。それに伴う地番変更と住居表示実施（清見台一丁目に編入）[6]。
- 1988年（昭和63年）
  - 2月2日 - 相里土地区画整理事業開始[6]。
  - 8月30日 - 相里土地区画整理事業仮換地指定。
- 1997年（平成9年）7月11日 - 清見台第二土地区画整理事業換地処分実施[6]。それに伴う地番変更と住居表示実施（清見台一丁目、清見台三丁目に編入）[6]。
- 1998年（平成10年）6月18日 - 相里土地区画整理事業換地処分実施[6]。それに伴う地番変更と住居表示実施（清見台二丁目に編入）[6]。
- 1999年（平成11年）8月27日 - 清見台第三土地区画整理事業換地処分実施[6]。それに伴う地番変更と住居表示実施（清見台三丁目に編入）[6]。

## 世帯数と人口
2023年（令和5年）4月1日現在の世帯数及び人口の詳細は以下の通りである。
| 町丁字       | 世帯数    | 人口総数 | 人口  | 人口   | 人口     | 人口     | 人口  | 人口   | 世帯人員 |
| 町丁字       | 世帯数    | 人口総数 | 若年  | 若年   | 生産年齢 | 生産年齢 | 高齢  | 高齢   | 世帯人員 |
| ------------ | --------- | -------- | ----- | ------ | -------- | -------- | ----- | ------ | -------- |
| 清見台一丁目 | 319世帯   | 675人    | 74人  | 10.96% | 375人    | 55.56%   | 226人 | 33.48% | 2.12人   |
| 清見台二丁目 | 589世帯   | 1,215人  | 181人 | 14.90% | 786人    | 64.69%   | 248人 | 20.41% | 2.06人   |
| 清見台三丁目 | 364世帯   | 773人    | 142人 | 18.37% | 508人    | 65.72%   | 123人 | 15.91% | 2.12人   |
| 全体         | 1,272世帯 | 2,663人  | 397人 | 14.91% | 1,669人  | 62.67%   | 597人 | 22.42% | 2.09人   |

## 通学区域
市立小学校・市立中学校及び県立高等学校の通学区域は以下の通りである。
| 町丁字       | 区域 | 小学校                 | 中学校                     | 高等学校 |
| ------------ | ---- | ---------------------- | -------------------------- | -------- |
| 清見台一丁目 | 全域 | 木更津市立祇園小学校   | 木更津市立木更津第三中学校 | 第9学区  |
| 清見台二丁目 | 全域 | 木更津市立清見台小学校 | 木更津市立太田中学校       | 第9学区  |
| 清見台三丁目 | 全域 | 木更津市立清見台小学校 | 木更津市立太田中学校       | 第9学区  |

## 施設
- 木更津市営野球場
- ホテルルートイン木更津

## 交通

### 鉄道
最寄りはJR東日本の木更津駅である。

### バス
町丁内を通過する一般路線バスは以下の通りである。
| 運行会社 | 系統・路線   |                           | 経由                             |
| -------- | ------------ | ------------------------- | -------------------------------- |
| 日東交通 | 清見台団地線 | 木更津駅西口 - 清見台団地 | 木更津市役所朝日庁舎、市営球場前 |
| 日東交通 | 清見台団地線 | 木更津駅東口 - 清見台団地 | 畳ケ池、市営球場前               |

### 道路

#### 国道
- 国道16号

#### 県道
- 千葉県道90号木更津富津線